# Annie Cotton
Annie Cotton, född 13 juli 1975 i Laval, Québec, är en kanadensisk sångerska och skådespelerska.
Som skådespelare är Cotton kanske mest känd för sin medverkan i den kanadensiska såpoperan Watatatow 1991-2000. Som den andra från Kanada, efter Céline Dion, representerade Cotton Schweiz i Eurovision Song Contest 1993. Hon framförde bidraget Moi, tout simplement och kom på 3:e plats med 148 poäng.
I januari 2007 innehade hon en gästroll i den kanadensiska såpoperan Virginie.